# LibTIFF
LibTIFF — набор библиотек и утилит для просмотра, редактирования и конвертирования TIFF-файлов.
LibTIFF является свободным программным обеспечением, написанным на языке программирования C, и предназначенным для работы как в Windows (в виде консольных приложений), так и в Linux и других UNIX-подобных операционных системах.

## Утилиты
В пакет LibTIFF входит большое количество консольных утилит для выполнения различных операций над TIFF-файлами:
- bmp2tiff
- fax2ps
- fax2tiff
- gif2tiff
- pal2rgb
- ppm2tiff
- ras2tiff
- raw2tiff
- rgb2ycbcr
- thumbnail
- tiff2bw — конвертирование TIFF-файлов в цветовой режим «оттенки серого».
- tiff2pdf — конвертирование TIFF-файлов в формат PDF.
- tiff2ps
- tiff2rgba
- tiffcmp
- tiffcp — соединение нескольких файлов в один многостраничный TIFF с возможным изменением кодирования/сжатия
- tiffcrop — создание многостраничных TIFF-документов и другие операции.
- tiffdither — конвертирование TIFF-изображений в оттенках серого в однотоновые чёрно-белые (бинарные) изображения. Может применяться, например, для создания изображений для факса.
- tiffdump
- tiffgt
- tiffinfo
- tiffmedian
- tiffset
- tiffsplit — разделение многостраничных TIFF-документов.

## Использующие LibTIFF программы
- Evince[7]
- Okular[8]